# ضريبة القيمة المضافة في المغرب
الضريبة على القيمة المضافة في المغرب هي ضريبة غير مباشرة تطبق على السلع والخدمات الاستهلاكية كنوع من الرسوم الاضافية. تعتبر الضريبة على القيمة المضافة وإلى حد بعيد أكبر مصدر للضريبة على ميزانية الدولة. وفقًا لإحصائيات وزارة الاقتصاد والمالية المغربية مثلت ضريبة القيمة المضافة في المغرب ما مجموعه ٪65 من إيرادات الدولة الضريبية في عام 2010.

## قانون المالية لسنة 2019
- بموجب قانون المالية لسنة 2019، سيجري إعفاء الأدوية التي تطرح للبيع بأكثر من 588 درهم من ضريبة القيمة المضافة.[2]
- إخضاع الشركات العاملة في قطاع النقل إلى الخارج للضريبة على الدخل ابتداءا من عام 2020.
- إعفاءات من رسوم الطوابع (تنبر)بالنسبة للشاحنات[3]